# Энанд
Эна́нд (фр. Esnandes) — коммуна во Франции, находится в регионе Пуату — Шаранта. Департамент коммуны — Шаранта Приморская. Входит в состав кантона Ла-Рошель 5-й кантон. Округ коммуны — Ла-Рошель.
Код INSEE коммуны — 17153.

## Население
Население коммуны на 2010 год составляло 2063 человека.
| 1962 | 1968 | 1975 | 1982 | 1990 | 1999 | 2010 |
| ---- | ---- | ---- | ---- | ---- | ---- | ---- |
| 713  | 719  | 781  | 1370 | 1730 | 1836 | 2063 |

## История
Первое письменное упоминание об Энанде датируется 920-м годом.